# Futebol nos Jogos Olímpicos de Verão de 2016 - Grupo G
O grupo G do torneio feminino de futebol nos Jogos Olímpicos de Verão de 2016 será realizado de 3 a 9 de agosto de 2016 e é formado pelo Estados Unidos, França, Nova Zelândia e Colômbia.

## Estádios
| Estádio Mineirão   |
| Capacidade: 58 269 |
|                    |
| Manaus, AM         |
| Arena da Amazônia  |
| Capacidade: 44 351 |
|                    |
| Salvador, BA       |
| Arena Fonte Nova   |
| Capacidade: 50 000 |
|                    |

## Classificação
| Seleção        | P | J | V | E | D | GP | GC | SG |
| -------------- | - | - | - | - | - | -- | -- | -- |
| Estados Unidos | 7 | 3 | 2 | 1 | 0 | 5  | 2  | +3 |
| França         | 6 | 3 | 2 | 0 | 1 | 7  | 1  | +6 |
| Nova Zelândia  | 3 | 3 | 1 | 0 | 2 | 1  | 5  | –4 |
| Colômbia       | 1 | 3 | 0 | 1 | 2 | 2  | 7  | –5 |

Ordenamento da classificação: 1) Pontos; 2) Diferença de gol(o)s total; 3) Gol(o)s marcados; 4) Sorteio.

## Partidas

### Primeira rodada
Estados Unidos vs Nova Zelândia
| 3 de agosto | Estados Unidos        | 2 – 0        | Nova Zelândia | Estádio Mineirão, Belo Horizonte             |
| 19:00       | Lloyd 9' · Morgan 46' | FIFA RIO2016 |               | Público: 10 059 Árbitro: UKR Kateryna Monzul |

França vs Colômbia
| 3 de agosto | França                                                     | 4 – 0        | Colômbia | Estádio Mineirão, Belo Horizonte        |
| 22:00       | C. Arias 2' (g.c.) · Le Sommer 14' · Abily 42' · Majri 82' | FIFA RIO2016 |          | Público: 6 847 Árbitro: PRK Ri Hyang-ok |

### Segunda rodada
Estados Unidos vs França
| 6 de agosto | Estados Unidos | 1 – 0        | França | Estádio Mineirão, Belo Horizonte               |
| 17:00       | Lloyd 63'      | FIFA RIO2016 |        | Público: 11 782 Árbitro: URU Claudia Umpiérrez |

Colômbia vs Nova Zelândia
| 6 de agosto | Colômbia | 0 – 1        | Nova Zelândia | Estádio Mineirão, Belo Horizonte          |
| 20:00       |          | FIFA RIO2016 | Hearn 31'     | Público: 8 505 Árbitro: ZAM Gladys Lengwe |

### Terceira rodada
Colômbia vs Estados Unidos
| 9 de agosto | Colômbia         | 2 – 2        | Estados Unidos         | Arena Amazônia, Manaus                     |
| 18:00       | C. Usme 26', 90' | FIFA RIO2016 | C. Dunn 41' · Pugh 60' | Público: 30 557 Árbitro: ROU Teodora Albon |

Nova Zelândia vs França
| 9 de agosto | Nova Zelândia | 0 – 3        | França                                 | Arena Fonte Nova, Salvador                 |
| 19:00       |               | FIFA RIO2016 | Le Sommer 38' · Necib 63', 90+2' (pen) | Público: 7 530 Árbitro: MEX Lucila Venegas |